# Olešná (Slowakije)
Olešná (Hongaars: Berekfalu) is een Slowaakse gemeente in de regio Žilina, en maakt deel uit van het district Čadca.
Olešná telt 1.997 inwoners.